# Vampyrìsme...
Vampyrìsme... è il quinto album della symphonic black metal band italiana Theatres des Vampires, pubblicato nel 2003. L'album è  una completa ri-registrazione dell'album di debutto del gruppo, Vampyrìsme, Nècrophilie, Nècrosadisme, Nècrophagie. Alcune edizioni includono 4 tracce bonus, tra cui una ri-registrazione di una canzone del demo di debutto.

## Tracce
1. Vampyrìsme... – 1:54
2. Twilight – 3:46
3. Beyond The Forest – 3:44
4. In The Wood – 4:39
5. Ancient Damned – 4:17
6. Woods Of Valacchia, Part I – 6:17
7. The Dark Domain – 5:12
8. Walpurga's Night – 3:19
9. The Snow Turns Red – 3:33
10. The Impaler – 5:34

### Tracce bonus
1. Kingdom of Vampires – 4:01
2. The Enchanted Forest – 2:52
3. Lucretia – 4:16
4. Lacrima Christi (Cover dei Christian Death) – 6:10

## Formazione
- Lord Vampyr (Alessandro Nunziati) - voce
- Sonya Scarlet - voce femminile
- Gabriel Valerio - batteria
- Fabian Varesi - tastiere (session)
- Zimon Lijoi - basso
- Count Morgoth (Roberto Cufaro) – chitarra